# ساندرو رودریگز
ساندرو رودریگز (انگلیسی: Sandro Rodríguez؛ زادهٔ ۲۶ مهٔ ۱۹۹۰) بازیکن فوتبال اهل اسپانیا است.
از باشگاه‌هایی که در آن بازی کرده‌است می‌توان به باشگاه ورزشی تنریف اشاره کرد.